# Kettle River
Kettle River is een plaats (city) in de Amerikaanse staat Minnesota, en valt bestuurlijk gezien onder Carlton County.

## Demografie
Bij de volkstelling in 2000 werd het aantal inwoners vastgesteld op 168.
In 2006 is het aantal inwoners door het United States Census Bureau geschat op 175, een stijging van 7 (4,2%).

## Geografie
Volgens het United States Census Bureau beslaat de plaats een oppervlakte van
1,0 km², geheel bestaande uit land. Kettle River ligt op ongeveer 360 m boven zeeniveau.

## Plaatsen in de nabije omgeving
De onderstaande figuur toont nabijgelegen plaatsen in een straal van 20 km rond Kettle River.